# Албания на летних Олимпийских играх 2008
Албания на летних Олимпийских играх 2008 была представлена Олимпийским комитетом Албании (ОКА). Принимая участие в Олимпийских играх в шестой раз, спортсмены страны не завоевали ни одной медали. В состав команды вошли 7 мужчин и 4 женщины, принявшие участие в соревнованиях по борьбе, дзюдо, лёгкой атлетике, плаванию, стрельбе и тяжёлой атлетике.

## Борьба
Спортсменов - 2
Вольный стиль
Мужчины
| Спортсмен      | Категория | Квалификация       | 1/8 Финала                     | Четвертьфинал        | Полуфинал            | Финал                | Первый доп. раунд    | Второй доп. раунд    | Финал за 3 место     | Место |
| Спортсмен      | Категория | Соперник Результат | Соперник Результат             | Соперник Результат   | Соперник Результат   | Соперник Результат   | Соперник Результат   | Соперник Результат   | Соперник Результат   | Место |
| -------------- | --------- | ------------------ | ------------------------------ | -------------------- | -------------------- | -------------------- | -------------------- | -------------------- | -------------------- | ----- |
| Сахит Призрени | До 60 кг  |                    | Базаргуруев (KGZ) Пор 0-1, 0-2 | Закончил выступление | Закончил выступление | Закончил выступление | Закончил выступление | Закончил выступление | Закончил выступление | 16    |

Греко-римский стиль
| Спортсмен | Категория | Квалификация       | 1/8 Финала                    | Четвертьфинал                  | Полуфинал          | Финал              | Первый доп. раунд  | Второй доп. раунд           | Финал за 3 место     | Место |
| Спортсмен | Категория | Соперник Результат | Соперник Результат            | Соперник Результат             | Соперник Результат | Соперник Результат | Соперник Результат | Соперник Результат          | Соперник Результат   | Место |
| --------- | --------- | ------------------ | ----------------------------- | ------------------------------ | ------------------ | ------------------ | ------------------ | --------------------------- | -------------------- | ----- |
| Элис Гури | До 96 кг  |                    | Габер (EGY) Поб 2-4, 2-1, 1-1 | Энглих (GER) Пор 1-1, 0-6, 1-1 | Не прошёл          | Не прошёл          |                    | Хан (KOR) Пор 1-1, 1-1, 1-3 | Закончил выступление | 8     |

## Дзюдо
Спортсменов - 1
Мужчины
| Спортсмен     | Категория | 1/32               | 1/16                            | Четвертьфинал        | Полуфинал            | Финал                | Первый доп. раунд    | Утешительный четвертьфинал | Утешительный полуфинал | За 3 место Финал     |
| Спортсмен     | Категория | Соперник Результат | Соперник Результат              | Соперник Результат   | Соперник Результат   | Соперник Результат   | Соперник Результат   | Соперник Результат         | Соперник Результат     | Соперник Результат   |
| ------------- | --------- | ------------------ | ------------------------------- | -------------------- | -------------------- | -------------------- | -------------------- | -------------------------- | ---------------------- | -------------------- |
| Эмонд Топалли | До 81 кг  |                    | Пинто Нето (CUB) Пор 1001/00001 | Закончил выступление | Закончил выступление | Закончил выступление | Закончил выступление | Закончил выступление       | Закончил выступление   | Закончил выступление |

## Лёгкая атлетика
Спортсменов - 2
Мужчины
| Спортсмен      | Вид            | Квалификация | Квалификация | Финал                | Финал                |
| Спортсмен      | Вид            | Результат    | Место        | Результат            | Место                |
| -------------- | -------------- | ------------ | ------------ | -------------------- | -------------------- |
| Дориан Чоллаку | Метание молота | 70,98        | 28           | Закончил выступление | Закончил выступление |

Женщины
| Спортсмен     | Вид   | Забег     | Забег | Полуфинал             | Полуфинал             | Финал                 | Финал                 |
| Спортсмен     | Вид   | Результат | Место | Результат             | Место                 | Результат             | Место                 |
| ------------- | ----- | --------- | ----- | --------------------- | --------------------- | --------------------- | --------------------- |
| Клодиана Шала | 400 м | 54,84     | 7     | Закончила выступление | Закончила выступление | Закончила выступление | Закончила выступление |

## Плавание
Спортсменов - 2
Мужчины
| Спортсмен  | Вид                | Заплыв    | Заплыв | Полуфинал | Полуфинал | Финал     | Финал     |
| Спортсмен  | Вид                | Результат | Место  | Результат | Место     | Результат | Место     |
| ---------- | ------------------ | --------- | ------ | --------- | --------- | --------- | --------- |
| Сидни Хоша | 50 м вольный стиль | 24,56     | 63     | Не прошёл | Не прошёл | Не прошёл | Не прошёл |

Женщины
| Спортсмен    | Вид                | Заплыв    | Заплыв | Полуфинал             | Полуфинал             | Финал                 | Финал                 |
| Спортсмен    | Вид                | Результат | Место  | Результат             | Место                 | Результат             | Место                 |
| ------------ | ------------------ | --------- | ------ | --------------------- | --------------------- | --------------------- | --------------------- |
| Ровена Марку | 50 м вольный стиль | 28,15     | 58     | Закончила выступление | Закончила выступление | Закончила выступление | Закончила выступление |

## Стрельба
Спортсменов - 1
Женщины
| Спортсмен     | Вид                           | Квалификация | Квалификация | Финал                 | Финал                 | Место |
| Спортсмен     | Вид                           | Результат    | Место        | Результат             | Место                 | Место |
| ------------- | ----------------------------- | ------------ | ------------ | --------------------- | --------------------- | ----- |
| Линдита Кодра | Пневматический пистолет, 10 м | 370          | 40           | Закончила выступление | Закончила выступление | 40    |
| Линдита Кодра | Спортивный пистолет, 25 м     | 570          | 35           | Закончила выступление | Закончила выступление | 35    |

## Тяжёлая атлетика
Спортсменов - 2
Мужчины
| Спортсмен      | Категория | Масса | Рывок | Рывок | Рывок | Рывок | Толчок | Толчок | Толчок | Толчок | Сумма | Место |
| Спортсмен      | Категория | Масса | 1     | 2     | 3     | Место | 1      | 2      | 3      | Место  | Сумма | Место |
| -------------- | --------- | ----- | ----- | ----- | ----- | ----- | ------ | ------ | ------ | ------ | ----- | ----- |
| Герти Траша    | До 69 кг  | 68,68 | 136   | 136   | 136   | -     | -      | -      | -      | -      | 0     | -     |
| Эрканд Керимай | До 77 кг  | 76,52 | 145   | 150   | 154   | 12    | 182    | 187    | 193    | 13     | 341   | 13    |

Женщины
| Спортсмен    | Категория | Масса | Рывок | Рывок | Рывок | Рывок | Толчок | Толчок | Толчок | Толчок | Сумма | Место |
| Спортсмен    | Категория | Масса | 1     | 2     | 3     | Место | 1      | 2      | 3      | Место  | Сумма | Место |
| ------------ | --------- | ----- | ----- | ----- | ----- | ----- | ------ | ------ | ------ | ------ | ----- | ----- |
| Ромела Бегай | До 58 кг  | 57,56 | 95    | 98    | 100   | 3     | 110    | 115    | 118    | 7      | 216   | 6     |